# Naturschutzgebiet Schleipe-Tal (Meinerzhagen)
Das Naturschutzgebiet Schleipe-Tal ist ein 5,01 ha großes Naturschutzgebiet (NSG) nördlich von Lengelscheid und westlich der Bundesautobahn 45 in der Stadt Meinerzhagen im Märkischen Kreis in Nordrhein-Westfalen. Das NSG wurde 2001 vom Kreistag des Märkischen Kreises mit dem Landschaftsplan Nr. 6 Meinerzhagen ausgewiesen. Das NSG geht bis zur Stadtgrenze und grenzt hier an das in Kierspe liegende, gleichnamige Naturschutzgebiet.

## Gebietsbeschreibung
Bei dem NSG handelt es sich um das Wiesental der Schleipe einschließlich der Quelle und des Oberlaufs mit der Flussaue. Im NSG gibt es Bereiche mit Erlenwald. Sonst liegt meist Grünland im NSG. Das Grünland ist teilweise brach gefallen. Auf einer seggen- und bimsenreiche Feuchtwiese steht Breitblättriges Knabenkraut. Es wurden bis zu 50 Stück gezählt. Es gibt Fischteiche im NSG, welche teilweise ohne Nutzung sind.

## Schutzzweck
Das Naturschutzgebiet wurde zur Erhaltung und Entwicklung des Wiesentals und als Lebensraum gefährdeter Tier und Pflanzenarten ausgewiesen. Wie bei anderen Naturschutzgebieten in Deutschland wurde in der Schutzausweisung darauf hingewiesen, dass das Gebiet „wegen der landschaftlichen Schönheit und Einzigartigkeit“ zum Naturschutzgebiet wurde.
Für das NSG gibt es das spezielle Verbot „die bodenständigen Nasswaldbereiche (Quellbereich im Buchenwald, Erlensumpfwald) rein forstlich zu nutzen“.